# Стефани Свифт
Сте́фани Свифт (англ. Stephanie Swift), настоящее имя — Ме́лоди Мори́н Кларк (англ. Melodi Maurine Clark; 7 февраля 1972, Луизиана, США) — американская порноактриса, кинорежиссёр, сценарист, продюсер, фотомодель, певица, автор песен, композитор и бизнесвумен.

## Биография
Стефани Свифт снялась в более чем 420-ти порнофильмах в период своей карьеры, длившейся в 1995—2009 годах.
Она была удостоена нескольких наград в области порноиндустрии, в том числе Премии AVN лучшей исполнительнице года. В 2006 году была внесена в Зал славы AVN Awards, в 2009 году — в Зал славы Legends of Erotica.
В августе 2009 года актриса объявила, что у неё был диагностирован рак молочной железы, и она решила пройти двойную мастэктомию в больнице, где работает её мать. После первой операции было выявлено, что рак распространился на лимфатические узлы, и вторая операция прошла в сентябре 2009 года. Её план лечения включал в себя химиотерапию. Свифт перенесла операцию на лимфатических узлах 15 марта 2010 года. После этого она прекратила съёмки в порно и примкнула к христианской группе XXXchurch.com, которая оказывает психологическую помощь порноактёрам.